# Marcus Overbeck
Marcus Norbert Overbeck (* 19. Januar 1980 in Essen) ist ein deutscher Regisseur und Drehbuchautor.

## Leben
Marcus Overbeck studierte von 2002 bis 2008 Audiovisuelle Medien im Fachbereich Film / Fernsehen an der Kunsthochschule für Medien Köln. Der nominierte mittellange Spielfilm 2012 war dort seine Abschlussarbeit. 2012 lief zufällig zeitgleich mit dem gleichnamigen Kinoblockbuster von Roland Emmerich an, was Marcus Overbeck einige Klicks im Internet brachte. Neben seiner Tätigkeit als Regisseur arbeitet Marcus Overbeck unter anderem seit über 10 Jahren im Bereich Musikvideo, Musikproduktion und Sounddesign. In seiner Freizeit widmet er sich seinem Musikprojek Der akustische Gartenzaun. Er hat einen Imagefilm für die Vereinten Nationen in New York realisiert. Im Jahre 2012 drehte er den Trailer zur Latin American Khaos Tour von Arch Enemy. Der Trailer dazu wurde veröffentlicht. Die weitere Produktion wurde aufgrund von Differenzen mit der Band eingestellt.
In Köln gründete Overbeck seine eigene Produktionsfirma, die Overbeck Media GmbH, mit der er unter anderem Werbe- und Imagefilme realisiert. Unter dem Label Filmefahrer Pictures produziert er fiktionale Formate, Spielfilme und Musikvideos.

## Filmografie (Auswahl)
- 2004: Die Galerie (Kurzfilm) (Buch, Regie)
- 2005: Días para recordar (Der akustische Gartenzaun) (Kurzfilm, Musikvideo), (Regie)
- 2007: Goldsöckchen (Kurzfilm), (Buch, Regie)
- 2009: 2012 (Buch, Regie, Produktion und zusätzlich Musik)
- 2010: The very End (Essen) - A hole in the Sun (Musikfilm), (Buch, Regie, Produktion)
- 2012: Arch Enemy - Latin Khaos Tour Trailer 2012
- 2013: Soulbound (Bielefeld) - Break Away (Musikvideo), (Regie, Produktion)

## Auszeichnungen
- 2005: Nominierung für den backup.clip.award beim Weimarer Kurzfilmfestival backup festival für Días para recordar (Der akustische Gartenzaun)[5]
- 2009: Nominierung beim Filmfestival Max Ophüls Preis in der Kategorie Bester mittellanger Film für 2012
- 2009: Gewinner des Westfälischen Filmpreises auf dem Kinofest Lünen für 2012[6]